# Harry Buckwalter
Harry Hale Buckwalter, parfois crédité Harry H. Buckwalter ou Henry H. Buckwalter (né en 1867 à Reading, Pennsylvanie et mort le 7 mars 1930) est un photographe, journaliste, photojournaliste, pionnier de la radio, réalisateur et producteur de cinéma américain, pionnier du cinéma muet.

## Biographie
Né à Reading, en Pennsylvanie, Harry Buckwalter part pour l'Ouest à l'âge de 16 ans, et s'installe à Colorado Springs, où il rencontre sa future femme, Carrie Emmajean Fuller, née à New York en 1868, qu'il épouse en 1889, lorsqu'il s'installe à Denver, et avec laquelle il a deux enfants, John (né en 1894) et Margaret (née en 1899).
Dès 1892, il s'intéresse à la photographie et devient l'un des premiers photographes et photojournalistes de l'Ouest américain. Il commence sa carrière au Rocky Mountain News de Denver, le premier quotidien fondé dans l’État du Colorado. Son journal lui demande de s'intéresser à la photographie aux rayons X, une innovation technologique majeure de la fin du XIXe siècle permise par les découvertes du professeur Wilhelm Röntgen, annoncées en 1895. Il pratique des expériences dans ce domaine et produit ainsi ce qui est certainement les premières images aux rayons X réalisées à l'ouest du Mississippi et parmi les premières en Amérique.
Il s'intéresse très tôt au cinéma naissant et commence à faire des films à Denver vers 1900, avant d'entamer une collaboration avec le réalisateur et producteur William Selig, un cinéaste de Chicago. Son dernier film connu, un documentaire sur la construction du canal de Panama, a été tourné en 1913, alors qu'il réalise parallèlement un reportage photographique sur le sujet.
Une collection importante de négatifs sur plaque de verre de Harry Buckwalter, notamment certaines de ses premières photographies aux rayons X, est conservée au musée d'histoire du Colorado (History Colorado museum).
Harry Buckwalter meurt le 7 mars 1930 à l'âge de 63 ans.

## Filmographie partielle

### Comme réalisateur
- 1902 : Where Golden Bars Are Cast
- 1902 : Ute Pass Express
- 1902 : Trains Leaving Manitou
- 1902 : Train in Royal Gorge
- 1902 : Runaway Stage Coach
- 1902 : Pike's Peak Toboggan Slide
- 1902 : Panoramic View of Seven Castles
- 1902 : Panoramic View of Hell Gate
- 1902 : Panoramic View of Granite Canyon
- 1902 : Panorama of Ute Pass
- 1902 : Panorama of the Royal Gorge
- 1902 : Panorama of the Famous Georgetown Loop
- 1902 : Panorama of Cog Railway
- 1902 : Leaving the Summit of Pike's Peak
- 1902 : Lava Slides in Red Rock Canyon
- 1902 : Hydraulic Giants at Work
- 1902 : Horse Toboggan Slide
- 1902 : Fun in the Glenwood Springs Pool
- 1902 : Denver Firemen's Race for Life
- 1902 : Climbing Hagerman Pass
- 1902 : Clear Creek Canyon
- 1902 : Burlington Flyer
- 1902 : Balloon Ascension
- 1902 : Arrival on Summit of Pike's Peak
- 1903 : Freight Train in the Royal Gorge, Colo.
- 1904 : Unloading Fish at Cannery
- 1904 : Surf Scene on the Pacific
- 1904 : Sour Lake Oil Fields
- 1904 : Panoramic View of the Columbia River
- 1904 : Panoramic View of Spokane Falls
- 1904 : Panoramic View of Multnomah Falls
- 1904 : Mending Seines on the Columbia River
- 1904 : Hauling in Seines and Pulling Seines Into Boat
- 1904 : Hauling in a Big Catch
- 1904 : Fish Traps Columbia River
- 1904 : Chicago Portland Special
- 1904 : Tracked by Bloodhounds or A Lynching at Cripple Creek
- 1904 : The Girls in the Overalls
- 1905 : The Hold-up of the Leadville Stage
- 1906 : Ute Pass from a Freight Train
- 1906 : Trip to Southern Colorado
- 1906 : Trip Through Colorado
- 1906 : Trip Over Cripple Creek Short Line
- 1906 : Trip Over Colorado Midland

### Comme producteur
- 1907 : The Girl from Montana de Gilbert M. Anderson
- 1907 : The Bandit King de Gilbert M. Anderson